# オニール・フィッシャー
オニール・フィッシャー（Oniel Fisher、1991年11月22日 - ）は、ジャマイカ・ポートモア出身のプロサッカー選手。サッカージャマイカ代表。ミネソタ・ユナイテッドFC所属。ポジションはDF。

## 経歴

### クラブ
2015年1月15日、MLSスーパードラフトの2巡目 (全体40人目) でシアトル・サウンダーズFCに指名され、2か月後にプロ契約を締結した。3月21日、USLに所属するリザーブチームであるシアトル・サウンダーズFC 2の試合に出場しプロデビュー。1週間後、トップチームのFCダラス戦に出場しMLSデビュー。
2018年シーズン前、D.C. ユナイテッドにトレード。

### 代表
2010年8月のトリニダード・トバゴ代表戦でジャマイカ代表デビュー。

## タイトル
シアトル・サウンダーズ
- MLSカップ: 2016